# Les Contrées de l'horreur
Les Contrées de l'horreur (Eldritch Horror en anglais) est un jeu de société édité en 2012 par Fantasy Flight Games (Edge Entertainment pour la version française),,. Il se base sur les règles du jeu Horreur à Arkham.

## Les extensions
Le jeu propose plusieurs extensions permettant de varier les parties :
- Légendes oubliées (Forsaken Lore) - Février 2015
- Les Montagnes hallucinées (Mountains of Madness) - Juillet 2015
- Vestiges occultes (Strange Remnants) - Mars 2016
- Les Secrets des pyramides (Under the Pyramids) - Aout 2016
- Signes de Carcosa (Signs of Carcosa) - Novembre 2016
- Les Contrées du Rêve (The Dreamlands) - Septembre 2017
- Cités en Ruine (Cities in Ruin) - Novembre 2017
- Les Masques de Nyarlathotep (Masks of Nyarlathotep) - Mai 2018